# 具毛常绿荚蒾
具毛常绿荚蒾（学名：Viburnum sempervirens var. trichophorum）为忍冬科荚蒾属下的一个变种。